# サンエー化研
株式会社サンエー化研（サンエーかけん、英: Sun A.Kaken Company,Limited）は、プラスチック複合加工製品メーカー。1942年（昭和17年）設立。

## 概要
紙、プラスチック、金属箔等を原料として軽包装材料関連製品の製造及び販売を行っている。

## 沿革
- 1942年（昭和17年） 静岡加工紙共販株式会社設立
- 1945年（昭和20年） 静岡加工紙共販株式会社から静岡加工紙共販株式会社に商号変更
- 1962年（昭和37年） 化研工業株式会社設立
- 1964年（昭和39年） 静岡加工紙共販株式会社からサンエー化学工業株式会社に商号変更
- 1996年（平成8年） 化研工業株式会社とサンエー化学工業株式会社が合併し株式会社サンエー化研となる
- 2000年（平成12年） 日本証券業協会に株式を店頭登録
- 2024年（令和6年） 株式会社レゾナックから表面保護フィルム事業を譲受[3][4]

## 事業所
- 静岡工場（静岡県静岡市）
- 掛川工場（静岡県掛川市）
- 掛川工場WEST（静岡県掛川市）
- 袋井工場（静岡県袋井市）
- 奈良工場（奈良県天理市）